# Miach
Nella mitologia irlandese Miach era il figlio di Dian Cecht dei Túatha Dé Danann. Rimpiazzò il braccio d'argento fatto da suo padre per Nuada con un braccio di carne e sangue. Dian Cecht lo uccise per gelosia non essendo stato capace di fare altrettanto.